# Stowarzyszenie Absolwentów Uniwersytetów Brytyjskich
Stowarzyszenie Absolwentów Uniwersytetów Brytyjskich (ang. The British Alumni Society, w skrócie: BAS) – polskie stowarzyszenie skupiające absolwentów uczelni brytyjskich.  

## Charakterystyka
Organizacja powstała w 1999 roku pod auspicjami British Council i Ambasady Zjednoczonego Królestwa w Warszawie. Celami statutowymi stowarzyszenia są: – tworzenie środowiska Polaków i Brytyjczyków mieszkających w Polsce mających doświadczenie studiów w Wielkiej Brytanii; – promocja osięgnięć zawodowych i naukowych swoich członków; – tworzenie możliwości edukacyjnych dla kolejnego pokolenia Polaków; – promocja historii i kultury Polski w Wielkiej Brytanii. Co roku BAS organizuje stypendia dla polskich licealistów, które pokrywają koszty dwuletniego czesnego w ośmiu elitarnych szkołach brytyjskich i zamieszkania w czasie nauki w przyszkolnych internatach. Jednym z warunków uczestnictwa w procesie stypendialnym jest nieprzekroczenie progu dochodowego rodziców licealisty – w 2022 roku było to 160000 złotych w poprzednim roku rozliczeniowym. Stowarzyszenie znane jest również w Polsce z promocji debat oksfordzkich w szkołach oraz z organizowania konkursów języka angielskiego dla uczniów i nauczycieli. W lutym 2022 roku organizacja skupiała 550 członków. Jednym z założycieli stowarzyszenia był Mateusz Szczurek, późniejszy minister finansów RP.